# The Great Indoors
The Great Indoors ist eine US-amerikanische Sitcom. Sie wurde vom Sender CBS seit dem 27. Oktober 2016 ausgestrahlt. Die Serie wurde im Mai 2017 nach nur einer Staffel eingestellt.
In Deutschland ist die Serie seit dem 31. März 2018 zu sehen.

## Inhalt
Jack Gordon hat sich als Abenteuerreporter für das Magazin Outdoor Limits einen Namen gemacht. Seine Tage der Erkundung der Welt enden, als der Gründer des Magazins, Roland, den Wechsel zum reinen Web-Magazin ankündigt. Die Sparmaßnahmen bedeuten auch, dass Jack nicht mehr als Reisejournalist um die Welt reist, sondern in der Redaktion in Chicago arbeiten soll, wo er gemeinsam mit einigen Millennials, die das Online-Team bilden, das Web-Magazin zum Erfolg führen soll.

## Besetzung und Synchronisation
Die deutschsprachige Synchronisation der Serie entstand bei der Bavaria Synchron in München nach Dialogbüchern von Matthias Disseler unter der Dialogregie von Kathrin Gaube.
| Rolle         | Schauspieler             | Synchronsprecher  |
| ------------- | ------------------------ | ----------------- |
| Jack Gordon   | Joel McHale              | Manou Lubowski    |
| Brooke        | Susannah Fielding        | Maren Rainer      |
| Clark Roberts | Christopher Mintz-Plasse | Tim Schwarzmaier  |
| Eddie         | Chris Williams           | Thomas Wenke      |
| Emma Cho      | Christine Ko             | Lea Kalbhenn      |
| Mason Trimmer | Shaun Brown              | Max Felder        |
| Roland        | Stephen Fry              | Gerhard Jilka     |
| Esther        | Deborah Baker Jr.        | Constanze Lindner |

## Episodenliste
| Nr. | Deutscher Titel           | Originaltitel         | Erstausstrahlung USA | Deutschsprachige Erstausstrahlung (D) | Regie         | Drehbuch                                    |
| --- | ------------------------- | --------------------- | -------------------- | ------------------------------------- | ------------- | ------------------------------------------- |
| 1   | Auf zu neuen Ufern        | Pilot                 | 27. Okt. 2016        | 24. März 2018                         | Andy Ackerman | Mike Gibbons                                |
| 2   | Online Dating             | Dating Apps           | 3. Nov. 2016         | 31. März 2018                         | Andy Ackerman | John Blickstead & Trey Kollmer              |
| 3   | Das Basislager            | Step One: Shelter     | 10. Nov. 2016        | 7. Apr. 2018                          | Andy Ackerman | Brad Stevens & Boyd Vico                    |
| 4   | Alles über Jack           | You Don’t Know Jack   | 17. Nov. 2016        | 14. Apr. 2018                         | Andy Ackerman | Damir Konjicija & Dario Konjicija           |
| 5   | Keine schlechte Idee      | No Bad Ideas          | 24. Nov. 2016        | 21. Apr. 2018                         | Andy Ackerman | Austen Earl                                 |
| 6   | Ablenkungsmanöver         | Going Deep            | 1. Dez. 2016         | 5. Mai 2018                           | Andy Ackerman | Liz Feldman Idee: Liz Feldman & Todd Linden |
| 7   | Die Social-Media-Experten | @emma                 | 8. Dez. 2016         | 12. Mai 2018                          | Andy Ackerman | Isabelle Esposito                           |
| 8   | Büro-Dates                | Office Romance        | 15. Dez. 2016        | 19. Mai 2018                          | Andy Ackerman | Alex Edelman                                |
| 9   | Campen für Anfänger       | The Mediocre Outdoors | 5. Jan. 2017         | 26. Mai 2018                          | Andy Ackerman | Joanna Lewis & Kristine Songco              |
| 10  | Das Gipfeldrama           | The Explorers’ Club   | 12. Jan. 2017        | 2. Juni 2018                          | Andy Ackerman | Craig Doyle                                 |
| 11  | Erwischt!                 | Mason Blows Up        | 19. Jan. 2017        | 30. Aug. 2021                         | Andy Ackerman | John Blickstead & Trey Kollmer              |
| 12  | Katzenjammer              | Paul’s Surprise       | 9. Feb. 2017         | 6. Sep. 2021                          | Andy Ackerman | Mike Gibbons                                |
| 13  | Die falsche Frage         | DTR                   | 16. Feb. 2017        | 6. Sep. 2021                          | Andy Ackerman | Austen Earl                                 |
| 14  | Teamwork                  | Friends Like These    | 23. Feb. 2017        | 13. Sep. 2021                         | Andy Ackerman | Joanna Lewis & Kristine Songco              |
| 15  | Liebeswahn                | Relationship Jack     | 9. März 2017         | 13. Sep. 2021                         | Andy Ackerman | Brad Stevens & Boyd Vico                    |
| 16  | Alphamännchen             | Aaron Wolf            | 27. März 2017        | 20. Sep. 2021                         | Andy Ackerman | Craig Doyle                                 |
| 17  | Kabinenzauber             | Cubicles              | 30. März 2017        | 20. Sep. 2021                         | Andy Ackerman | John Blickstead & Trey Kollmer              |
| 18  | Wo ist Paul?              | Party Paul            | 6. Apr. 2017         | 27. Sep. 2021                         | Andy Ackerman | Damir Konjicija & Dario Konjicija           |
| 19  | Büro-Geheimnisse          | Ricky Leaks           | 13. Apr. 2017        | 27. Sep. 2021                         | Andy Ackerman | Jen Howell & Greg Trimmer                   |
| 20  | Herzensbrecher            | The Heartbreaker      | 27. Apr. 2017        | 4. Okt. 2021                          | Andy Ackerman | Alex Edelman & Isabelle Esposito            |
| 21  | Wer nicht wagt…           | Roland’s Secret       | 1. Mai 2017          | 4. Okt. 2021                          | Andy Ackerman | Liz Feldman                                 |
| 22  | Jack, der Kuppler         | The Company Retreat   | 8. Mai 2017          | 11. Okt. 2021                         | Andy Ackerman | Mike Gibbons, Brad Stevens & Boyd Vico      |